# Phân bộ Ếch nhái cổ
Phân bộ Ếch nhái cổ (danh pháp khoa học: Archaeobatrachia) theo truyền thống là một phân bộ trong bộ Không đuôi (Anura), chứa một số loài ếch nhái và cóc nguyên thủy. Như tên gọi của nó đã gợi ý theo nghĩa đen thì các loài ếch nhái hay cóc này là "nguyên thủy" nhất. Nhiều loài (trong tổng cộng khoảng 25-27 loài còn sinh tồn) thể hiện một số đặc trưng sinh lý học không thấy có ở các nhóm ếch hay cóc khác, chính vì thế mà người ta đã tạo ra nhóm này để chứa chúng. Các loài trong nhóm này chủ yếu được tìm thấy ở đại lục Á-Âu, New Zealand, Philippines và Borneo, và nói chung chúng là các động vật lưỡng cư nhỏ.

## Phân loại
Phân bộ này chứa các họ sau:
- Bombinatoridae: Cóc tía, cóc đầu bẹt. 2 chi, 8-10 loài.
- Alytidae hay Discoglossidae: Cóc bà mụ, cóc lưỡi tròn. 2 chi, 11 loài.
- Leiopelmatidae: 1 chi (Leiopelma), 4 loài. Nếu gộp cả Ascaphidae thì tổng cộng có 2 chi, 6 loài.
- Ascaphidae: 1 chi (Ascaphus), 2 loài. Họ này nói chung hay được gộp trong họ Leiopelmatidae.

## Phát sinh chủng loài
Các nghiên cứu phát sinh chủng loài gần đây cho thấy Archaeobatrachia không là nhóm đơn ngành mà là cận ngành, trong đó tổ hợp của 2 chi Ascaphus và Leiopelma hoặc Ascaphidae là có quan hệ chị em với toàn bộ các nhóm còn lại của Anura, còn chi Pelobates (theo truyền thống thuộc về phân bộ Mesobatrachia) là nhóm chị em với Neobatrachia.
Cây phát sinh chủng loài dưới đây lấy theo Frost D. R. và ctv., 2006, với bổ sung các nhãn lấy theo Mikko's Phylogeny Archive; bỏ qua các họ, chi hay loài đã tuyệt chủng. Các họ với ghi chú bên cạnh theo truyền thống thuộc về phân bộ Mesobatrachia.

|  | Rhinophrynidae |
|  |                |
|  | Pipidae        |
|  |                |

|  | Alytidae       |
|  |                |
|  | Bombinatoridae |
|  |                |

|  | Pelodytidae    |
|  |                |
|  | Scaphiopodidae |
|  |                |

|  | Pelobatidae  |
|  |              |
|  | Megophryidae |
|  |              |

|  | Pelodytidae    |
|  |                |
|  | Scaphiopodidae |
|  |                |

|  | Pelobatidae  |
|  |              |
|  | Megophryidae |
|  |              |

|  | Pelodytidae    |
|  |                |
|  | Scaphiopodidae |
|  |                |

|  | Pelobatidae  |
|  |              |
|  | Megophryidae |
|  |              |

|  | Pelodytidae    |
|  |                |
|  | Scaphiopodidae |
|  |                |

|  | Pelobatidae  |
|  |              |
|  | Megophryidae |
|  |              |

|  | Alytidae       |
|  |                |
|  | Bombinatoridae |
|  |                |

|  | Pelodytidae    |
|  |                |
|  | Scaphiopodidae |
|  |                |

|  | Pelobatidae  |
|  |              |
|  | Megophryidae |
|  |              |

|  | Pelodytidae    |
|  |                |
|  | Scaphiopodidae |
|  |                |

|  | Pelobatidae  |
|  |              |
|  | Megophryidae |
|  |              |

|  | Pelodytidae    |
|  |                |
|  | Scaphiopodidae |
|  |                |

|  | Pelobatidae  |
|  |              |
|  | Megophryidae |
|  |              |

|  | Pelodytidae    |
|  |                |
|  | Scaphiopodidae |
|  |                |

|  | Pelobatidae  |
|  |              |
|  | Megophryidae |
|  |              |

|  | Rhinophrynidae |
|  |                |
|  | Pipidae        |
|  |                |

|  | Alytidae       |
|  |                |
|  | Bombinatoridae |
|  |                |

|  | Pelodytidae    |
|  |                |
|  | Scaphiopodidae |
|  |                |

|  | Pelobatidae  |
|  |              |
|  | Megophryidae |
|  |              |

|  | Pelodytidae    |
|  |                |
|  | Scaphiopodidae |
|  |                |

|  | Pelobatidae  |
|  |              |
|  | Megophryidae |
|  |              |

|  | Pelodytidae    |
|  |                |
|  | Scaphiopodidae |
|  |                |

|  | Pelobatidae  |
|  |              |
|  | Megophryidae |
|  |              |

|  | Pelodytidae    |
|  |                |
|  | Scaphiopodidae |
|  |                |

|  | Pelobatidae  |
|  |              |
|  | Megophryidae |
|  |              |

|  | Alytidae       |
|  |                |
|  | Bombinatoridae |
|  |                |

|  | Pelodytidae    |
|  |                |
|  | Scaphiopodidae |
|  |                |

|  | Pelobatidae  |
|  |              |
|  | Megophryidae |
|  |              |

|  | Pelodytidae    |
|  |                |
|  | Scaphiopodidae |
|  |                |

|  | Pelobatidae  |
|  |              |
|  | Megophryidae |
|  |              |

|  | Pelodytidae    |
|  |                |
|  | Scaphiopodidae |
|  |                |

|  | Pelobatidae  |
|  |              |
|  | Megophryidae |
|  |              |

|  | Pelodytidae    |
|  |                |
|  | Scaphiopodidae |
|  |                |

|  | Pelobatidae  |
|  |              |
|  | Megophryidae |
|  |              |

|  | Rhinophrynidae |
|  |                |
|  | Pipidae        |
|  |                |

|  | Alytidae       |
|  |                |
|  | Bombinatoridae |
|  |                |

|  | Pelodytidae    |
|  |                |
|  | Scaphiopodidae |
|  |                |

|  | Pelobatidae  |
|  |              |
|  | Megophryidae |
|  |              |

|  | Pelodytidae    |
|  |                |
|  | Scaphiopodidae |
|  |                |

|  | Pelobatidae  |
|  |              |
|  | Megophryidae |
|  |              |

|  | Pelodytidae    |
|  |                |
|  | Scaphiopodidae |
|  |                |

|  | Pelobatidae  |
|  |              |
|  | Megophryidae |
|  |              |

|  | Pelodytidae    |
|  |                |
|  | Scaphiopodidae |
|  |                |

|  | Pelobatidae  |
|  |              |
|  | Megophryidae |
|  |              |

|  | Alytidae       |
|  |                |
|  | Bombinatoridae |
|  |                |

|  | Pelodytidae    |
|  |                |
|  | Scaphiopodidae |
|  |                |

|  | Pelobatidae  |
|  |              |
|  | Megophryidae |
|  |              |

|  | Pelodytidae    |
|  |                |
|  | Scaphiopodidae |
|  |                |

|  | Pelobatidae  |
|  |              |
|  | Megophryidae |
|  |              |

|  | Pelodytidae    |
|  |                |
|  | Scaphiopodidae |
|  |                |

|  | Pelobatidae  |
|  |              |
|  | Megophryidae |
|  |              |

|  | Pelodytidae    |
|  |                |
|  | Scaphiopodidae |
|  |                |

|  | Pelobatidae  |
|  |              |
|  | Megophryidae |
|  |              |

|  | Rhinophrynidae |
|  |                |
|  | Pipidae        |
|  |                |

|  | Alytidae       |
|  |                |
|  | Bombinatoridae |
|  |                |

|  | Pelodytidae    |
|  |                |
|  | Scaphiopodidae |
|  |                |

|  | Pelobatidae  |
|  |              |
|  | Megophryidae |
|  |              |

|  | Pelodytidae    |
|  |                |
|  | Scaphiopodidae |
|  |                |

|  | Pelobatidae  |
|  |              |
|  | Megophryidae |
|  |              |

|  | Pelodytidae    |
|  |                |
|  | Scaphiopodidae |
|  |                |

|  | Pelobatidae  |
|  |              |
|  | Megophryidae |
|  |              |

|  | Pelodytidae    |
|  |                |
|  | Scaphiopodidae |
|  |                |

|  | Pelobatidae  |
|  |              |
|  | Megophryidae |
|  |              |

|  | Alytidae       |
|  |                |
|  | Bombinatoridae |
|  |                |

|  | Pelodytidae    |
|  |                |
|  | Scaphiopodidae |
|  |                |

|  | Pelobatidae  |
|  |              |
|  | Megophryidae |
|  |              |

|  | Pelodytidae    |
|  |                |
|  | Scaphiopodidae |
|  |                |

|  | Pelobatidae  |
|  |              |
|  | Megophryidae |
|  |              |

|  | Pelodytidae    |
|  |                |
|  | Scaphiopodidae |
|  |                |

|  | Pelobatidae  |
|  |              |
|  | Megophryidae |
|  |              |

|  | Pelodytidae    |
|  |                |
|  | Scaphiopodidae |
|  |                |

|  | Pelobatidae  |
|  |              |
|  | Megophryidae |
|  |              |